# Per dirti ciao!
Per dirti ciao! è un singolo del cantautore italiano Tiziano Ferro, pubblicato il 22 giugno 2012 come quarto estratto dal quinto album in studio L'amore è una cosa semplice.

## Descrizione
La canzone viene tradotta in lingua spagnola da Jesús Heredía con il titolo Te digo adiós!, inserita nell'album El amor es una cosa simple ma non estratta come singolo in Spagna e in America Latina.
Il brano è nato da una lettera inviata a Tiziano Ferro da una sua fan, rimasta vedova giovanissima, in cui gli raccontava come le sue canzoni avessero fatto da colonna sonora a quella storia d'amore bruscamente ed inaspettatamente interrotta da un destino crudele.
Per anticipare l'uscita di un nuovo singolo ai fan, EMI Music Italy pubblica il 13 giugno uno scatto dal set del videoclip, annunciandone sei giorni dopo il titolo (per l'appunto Per dirti ciao!).
Sulla scelta del singolo, Tiziano Ferro dichiara come sia stata influente l'evidente forza con cui il brano è arrivato ai fan durante i concerti.

## Video musicale
Il videoclip (solo in lingua italiana), diretto dal regista Roberto Saku Cinardi e girato a Milano, è basato sul confronto interculturale e sulla pace: vengono mostrati oggetti e persone diverse fondersi in un'unica inquadratura al centro della scena (tecnica dello split screen), evidenziando implicitamente l'uguaglianza esistente tra uomini e donne di ogni nazionalità. La scelta della regia si è quindi orientata sul trasmettere questo aspetto del brano discostandosi dal significato originale del testo.
Alla fine del video è presente un piazzamento promozionale di Play.me, la cui applicazione viene usata per riprodurre il brano su un iPad 2.
Il 22 giugno 2012 il videoclip viene reso disponibile sul sito Internet del quotidiano Corriere della Sera, mentre il 12 agosto 2012 il canale YouTube di Chiara Centoundici pubblica il relativo dietro le quinte.

## Tracce
CD singolo - Promo Warner Music (Italia)
1. Per dirti ciao!

Download digitale
1. Per dirti ciao!
2. Te digo adiós!

## Pubblicazioni
Per dirti ciao! viene inserita nelle compilation Radio Italia Hits di Radio Italia e Now Autumn 2012.
Nel 2014 il brano è stato inserito anche nella raccolta del cantautore TZN - The Best of Tiziano Ferro.

## Classifiche
| Classifica (2012) | Posizione massima |
| ----------------- | ----------------- |
| Italia            | 20                |